# Skały wulkaniczne
Skały wulkaniczne (inaczej wulkanity) – skały magmowe, które powstają w wyniku krystalizacji lawy. Ponieważ proces ten postępuje stosunkowo szybko, w skład skał wchodzą minerały tak drobne, że w większości nie można ich rozpoznać gołym okiem. Wśród skał magmowych wulkanicznych najpospolitszy jest bazalt. Skały magmowe wulkaniczne ze względu na dużą odporność na niszczenie mechaniczne mają zastosowanie w budownictwie oraz przemyśle drogowym, a ze względu na wykształcenie minerałów o różnych barwach – jako materiał dekoracyjny.
Skały wulkaniczne mają często budowę (strukturę) afanitową (skrytokrystaliczną, szklistą lub mieszaną w przypadku skał hipokrystalicznych); mogą też mieć strukturę porfirową. 
Przykłady skał wulkanicznych:
- bazalt
- trachit
- latyt
- andezyt
- ryolit (riolit)
- dacyt
- melafir
- obsydian
- porfir

W Polsce skały wulkaniczne na powierzchni występują w Sudetach i na Przedgórzu Sudeckim, w okolicach Krzeszowic, w Pieninach, również lokalnie w Tatrach i Beskidach. Znane są też z głębokich wierceń na Niżu Polskim.